# Zalesie Barcińskie
Zalesie Barcińskie – wieś w Polsce położona w województwie kujawsko-pomorskim, w powiecie żnińskim, w gminie Barcin. Wieś jest siedzibą sołectwa Zalesie Barcińskie, w którego skład wchodzi również miejscowość Bielawy. W latach 1975–1998 miejscowość administracyjnie należała do województwa bydgoskiego. Według Narodowego Spisu Powszechnego (marzec 2011) liczyła 96 mieszkańców. Jest czternastą co do wielkości miejscowością gminy Barcin. W sąsiedztwie Zalesia Barcińskiego znajduje się m.in. wieś Sadłogoszcz.

## Instytucje, firmy i przedsiębiorstwa
- Przedsiębiorstwo Produkcyjno - Handlowe "AGRO-TRANS"
- Stacja Paliw "OLKOP"
- Firma Produkcyjna "OFO"[4]
- Serownia - Gospodarstwo Rolnicze "JANIK"[5]
- Filia (świetlica) Miejskiego Domu Kultury w Barcinie[6] (budynek dawnego sklepu)